# 2. Deutsche Volleyball-Bundesliga 1980/81 (Frauen)
Die Saison 1980/81 der 2. Volleyball-Bundesliga der Frauen war die fünfte Ausgabe dieses Wettbewerbs.

## 2. Bundesliga Nord
Meister und Aufsteiger in die 1. Bundesliga wurde Telstar Bochum. Absteigen mussten der Hamburger SV II und der Lüner SV.

### Mannschaften
In dieser Saison spielten folgende neun Mannschaften in der 2. Bundesliga Nord der Frauen:
- VC Telstar Bochum
- ATSV Bremen 1860
- VC Düsseldorf
- Hamburger SV II
- TV Hörde
- Post SV Köln
- Lüner SV
- VfL Oythe
- Rheydter TV 1847

Absteiger aus der 1. Bundesliga war der Post SV Köln. Aus der Regionalliga stiegen der Hamburger SV II (Nord) und der TV Hörde (West) auf.

### Tabelle
|                         | Verein         | Spiele | Punkte  | Sätze   |
| ----------------------- | -------------- | ------ | ------- | ------- |
| 1.                      | Bochum         | 16     | 30 : 2  | 46 : 9  |
| 2.                      | Hörde (N)      | 16     | 30 : 2  | 45 : 9  |
| 3.                      | Oythe          | 16     | 22 : 10 | 36 : 24 |
| 4.                      | Köln (A)       | 16     | 18 : 14 | 32 : 25 |
| 5.                      | Düsseldorf     | 16     | 16 : 16 | 31 : 32 |
| 6.                      | Bremen         | 16     | 12 : 20 | 24 : 31 |
| 7.                      | Rheydt         | 16     | 8 : 24  | 19 : 37 |
| 8.                      | Hamburg II (N) | 16     | 4 : 28  | 14 : 45 |
| 9.                      | Lünen          | 16     | 4 : 28  | 8 : 43  |
| Stand: Abschlusstabelle |                |        |         |         |

|     | Aufsteiger in die Bundesliga    |
|     | Absteiger in die Regionalliga   |
| (A) | Absteiger aus der 1. Bundesliga |
| (N) | Aufsteiger aus der Regionalliga |

## 2. Bundesliga Süd
Meister und Aufsteiger in die 1. Bundesliga wurde der TSV Vilsbiburg. Absteiger gab es keine.

### Mannschaften
In dieser Saison spielten folgende neun Mannschaften in der 2. Bundesliga Süd der Frauen:
- TG Viktoria Augsburg
- TV Bretten
- Eintracht Frankfurt
- USC Freiburg
- TSV 1860 München
- ESV Neuaubing
- Saar 05 Saarbrücken
- TuS Stuttgart
- TSV Vilsbiburg

Absteiger aus der 1. Bundesliga war der ESV Neuaubing. Aufsteiger aus der Regionalliga waren Eintracht Frankfurt (Südwest) und die TG Viktoria Augsburg (Süd).

### Tabelle
|                         | Verein        | Spiele | Punkte  | Sätze   |
| ----------------------- | ------------- | ------ | ------- | ------- |
| 1.                      | Vilsbiburg    | 16     | 26 : 6  | 44 : 19 |
| 2.                      | Neuaubing (A) | 16     | 24 : 8  | 42 : 23 |
| 3.                      | Freiburg      | 16     | 22 : 10 | 40 : 23 |
| 4.                      | Saarbrücken   | 16     | 22 : 10 | 40 : 26 |
| 5.                      | Stuttgart     | 16     | 20 : 12 | 36 : 24 |
| 6.                      | Augsburg (N)  | 16     | 16 : 16 | 33 : 32 |
| 7.                      | Frankfurt (N) | 16     | 10 : 22 | 24 : 35 |
| 8.                      | Bretten       | 16     | 4 : 28  | 12 : 45 |
| 9.                      | München       | 16     | 0 : 32  | 4 : 48  |
| Stand: Abschlusstabelle |               |        |         |         |

|     | Aufsteiger in die Bundesliga    |
| (A) | Absteiger aus der 1. Bundesliga |
| (N) | Aufsteiger aus der Regionalliga |